# Fiona Bayne
Fiona „Felsie“ Bayne (* 10. Mai 1966 in Perth) ist eine schottische Curlerin.
Ihr internationales Debüt hatte Bayne bei der Curling-Europameisterschaft 1988 in Perth, wo sie die Silbermedaille gewann.
Bayne war Ersatzspielerin der britischen Mannschaft bei den XVIII. Olympischen Winterspielen in Nagano im Curling. Die Mannschaft belegte nach einer 6:10-Niederlage gegen Schweden um Skip Elisabet Gustafson den vierten Platz.

## Erfolge
- 2. Platz Europameisterschaft 1988, 1990